# Stephan Metz
Pour les articles homonymes, voir Metz (homonymie).
Stephan Metz (né le 12 novembre 1789 à Mayence, mort le 18 novembre 1850 à Mayence) est bourgmestre de Mayence. 
Stephan Metz, profession avocat, a été nommé dans les années 1834 deux fois maire à Mayence, à 1836 ainsi que de 1838 à 1841. 

## Biographie
Après des études au Lyzeum de Mayence, Metz s'est engagé volontairement dans l'armée française qui lui offrait des chances de carrière. Il a participé aux guerres contre l'Autriche, l'Espagne et le Portugal et fut blessé deux fois. Réformé, il est retourné dans sa ville natale et fut engagé au tribunal. 
En 1817, il passait son examen d'avocat, sans avoir fréquenté une université. Le Grand-Duc Louis Ier de Hesse l'a nommé juge à la cour.

## Maire
Sous son égide, la Halle aux Fruits (de) fut construite sur le terrain de l'ancien cloître dominicain de Mayence. Ce bâtiment a servi à des buts culturels comme le carnaval et aussi de salle polyvalente. 
En 1834 il fit édifier le monument aux Mayençais veterans des armées napoléoniennes.Ce monument se trouve dans le cimetière principal de Mayence (des monuments similaires sont à Gonsenheim et à Hechtsheim). Après une longue maladie, il meurt en 1850 dans sa ville natale.